# Приингульский (региональный ландшафтный парк)
Приингульский РЛП — региональный ландшафтный парк в Николаевской области.
Региональный ландшафтный парк (РЛП) «Приингульский» — объект природно-заповедного фонда Украины, природоохранное рекреационное учреждение. Он создан решением Николаевского областного совета от 17 декабря 2002 г на площади 3152,7 га.

## Расположение

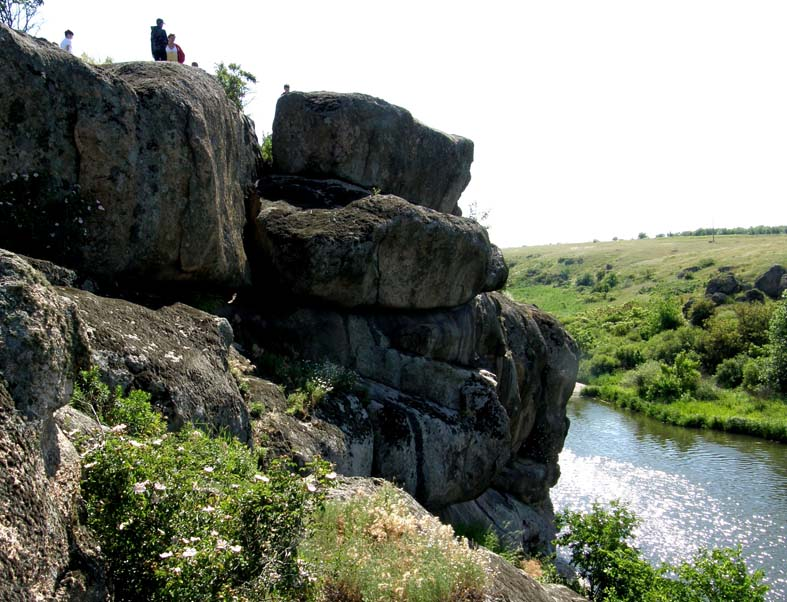

РЛП расположен на участке долины р. Ингул на землях Новобугского городского совета, Каменского, Софиевского, Розановского сельских советов в Новобугском районе Николаевской области. Расстояние от г. Николаев составляет 95 км, г. Кривой Рог — 80 км, г. Кропивницкий — 85 км.

## Общие сведения

### Цель создания
Целью создания парка является сохранение в природном состоянии участка долины реки Ингул с его типичными и уникальными природными комплексами — фрагментами целинной степи, гранитными обнажениями, водоемами, лесными насаждениями.

### Задачи
Основные задачи парка:

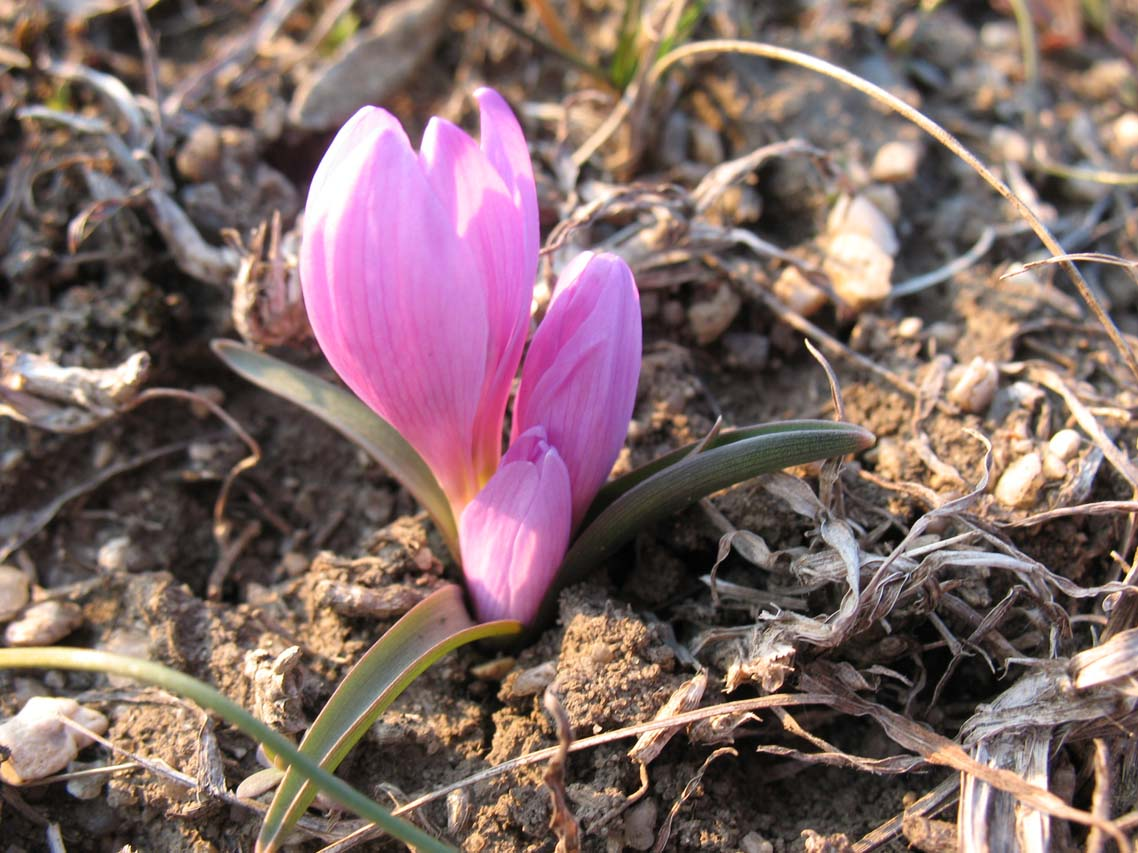

- сохранение и восстановление ценных природных комплексов, видов растительного и животного мира;
- создание условий для туризма, отдыха в природных условиях;
- проведение научных исследований;
- экологическая и эколого-образовательная деятельность.

### Структура
В состав парка без смены категории объектов природно-заповедного фонда входят гидрологический заказник «Софиевское водохранилище» и ботанический заказник «Пелагеевский».

### Дирекция
Специальная администрация (дирекция) парка создана в 2007 г. Она расположена в с. Софиевка Новобугского района Николаевской области.

## Экосистема парка

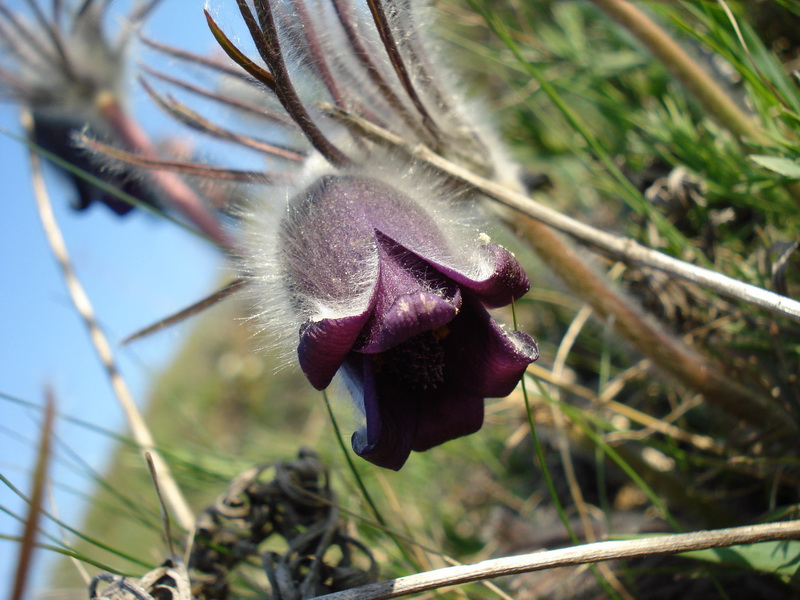

### Рельеф
Парк расположен на юго-западной окраине Ингульского блока Украинского кристаллического щита. Известняки, глины и пески здесь лежат на докембрийских образованиях — гнейсах, гранитах, которые в долинах рек Ингул и его притоков — Березовка, Сагайдак, Столбовая — местами выходят на поверхность, создавая неповторимо привлекательные ландшафтные образования, изотопный возраст которых определяется геологами в 1,8-2,2 миллиарда лет.

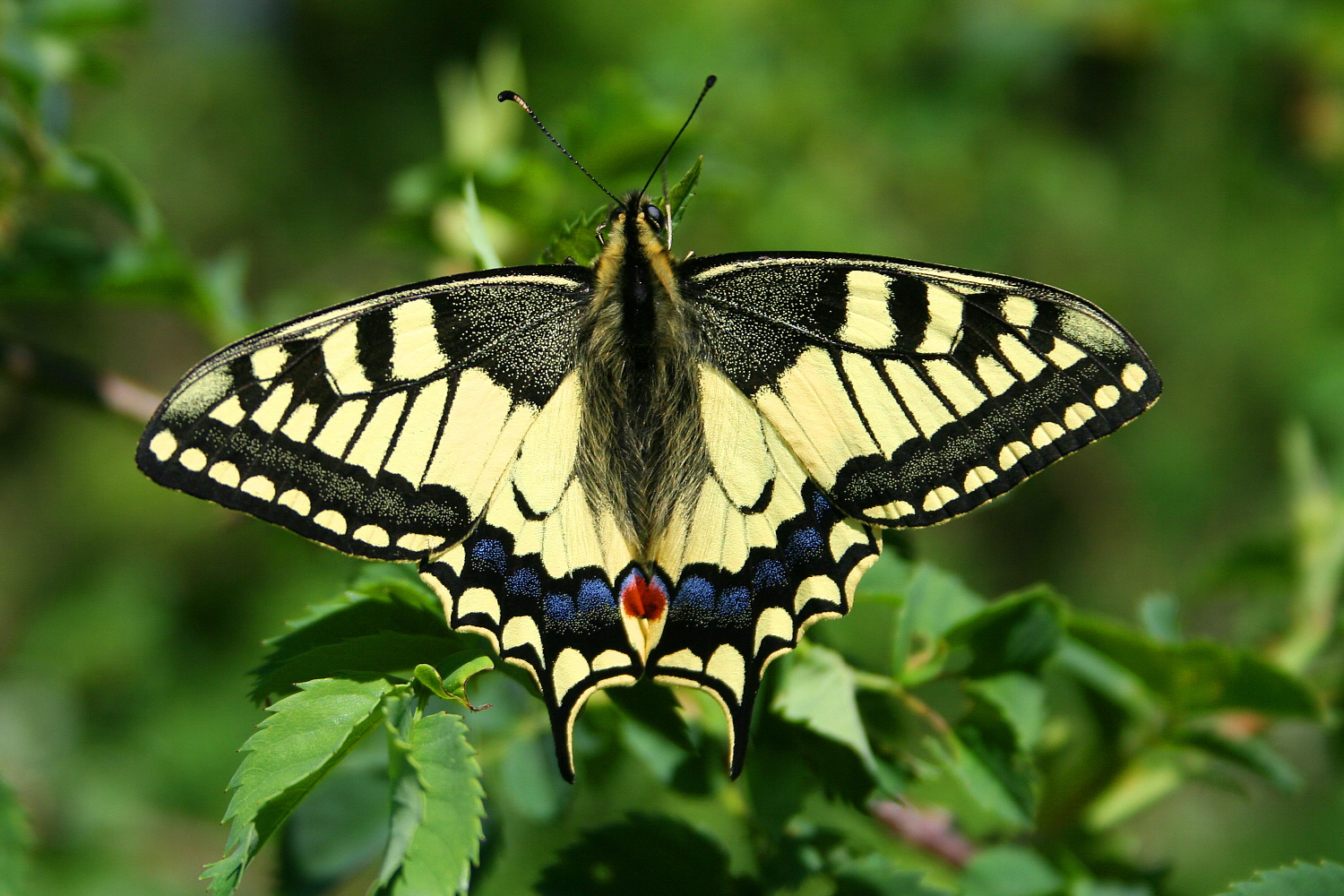

Отдельные, наиболее приметные или красочные, выходы кристаллических пород получили собственные названия. О некоторых из них сложено по несколько легенд, как, например, о скалах над Ингулом «Пугач», «Столб» (или «Скала Каменных богатырей», «Окаменевших богатырей» и др.), «Спящая красавица», «Стена» или просто «Устя» (от слова «Устье») вблизи устья р. Березовка при впадении в р. Ингул. Южнее с. Розановка тоже есть «Стена» или «Воронова скала», на которой издревле гнездится пара воронов. Есть еще два «Пугача» — «Старый» и «Молодой». Есть фантастически привлекательные обнажения гранита — «Берег Каменных Химер», гранитное плато в месте слияния р. Стовповой с р. Ингул, называемое «Чортов мост» и др.

### Растительный мир

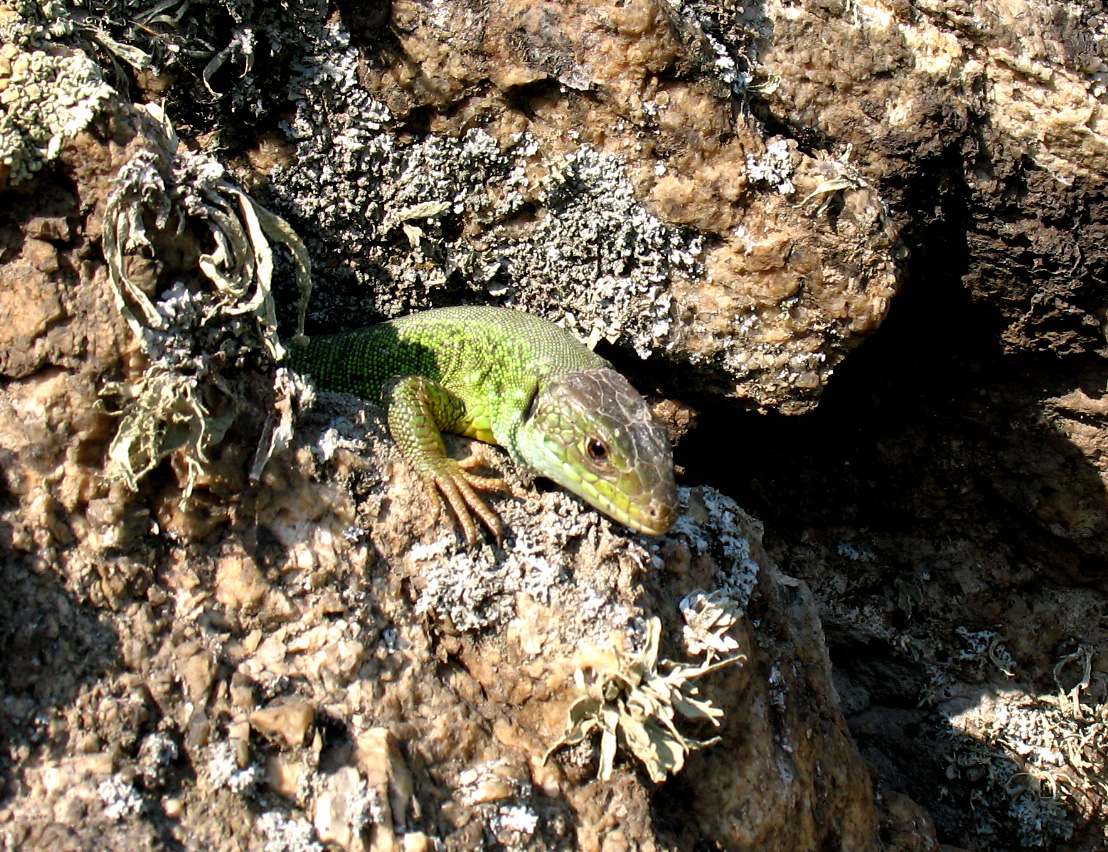

Флора территории РЛП «Приингульский» насчитывает около 600 видов растений, в том числе 20 видов, занесенных в Красную книгу Украины, четыре — в Европейский красный список, пять — в Мировой красный список, один — в список Бернской конвенции об охране дикой фауны и флоры и природных сред обитания в Европе, 12 видов — в Региональный список Николаевской области.

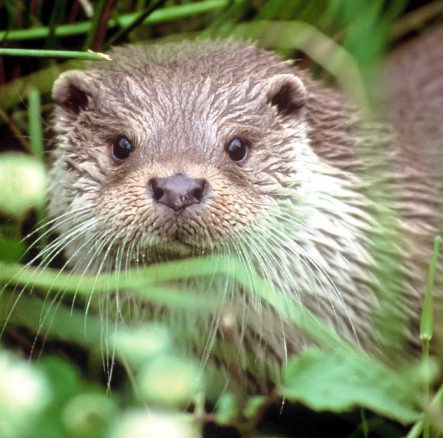

Кроме характерных для нашей зоны степных, луго-степных, луговых, лесных и наскальных видов, здесь встречается много прибугских и причерноморских эндемиков, таких, как карагана скифская (Caragana scythica), дрок скифский (Genista scythsca), астрагал одесский (Astragalus odessana), а также реликтовых, редких и исчезающих видов, которые представляют уникальный фитогенофонд, например, — реликтовый вид, гимноспермиум одесский (Gymnospermium odessanum), которого здесь за последние два года обнаружено несколько куртин.
Чудесным образом весной украшают разнообразные ландшафтные образования лапчатка песчаная, ауриния скальная, несколько видов фиалок, хохлатка уплотненная, пролеска двулистная, тюльпан бугский, ирисы низкие, а летом — радужная мозаика степного разнотравья. Осенью склоны краснеют от плодов боярышника, шиповника, от листьев бересклета европейского, барбариса обыкновенного, пестрят от абрикосовой и ясеневой цветовой гаммы. Привлекает и множество лекарственных растений. Величественные россыпи камней с ранней весны до поздней осени расцвечивают мхи и лишайники.
Только в РЛП, в Щорсовском парке, на бывшей усадьбе помещиков Тропиных, можно увидеть древние ясеня обыкновенные, вязы гладкие, гледичии трехколючковые, втроем обнять столетние тополя черные.

### Животный мир

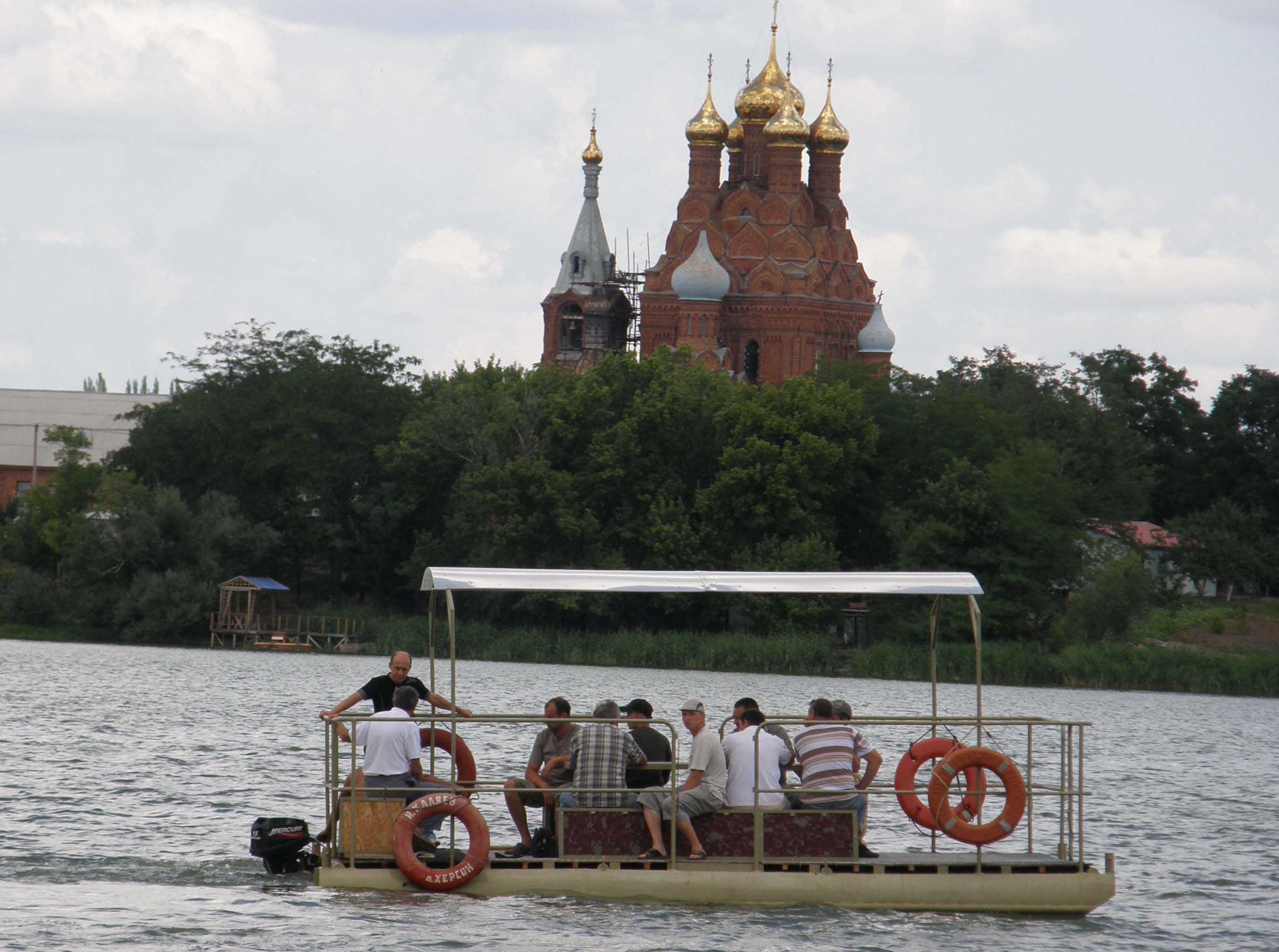

Интенсивная хозяйственная деятельность оказала своё влияние и на животный мир РЛП «Приингульский»: выпас скота, рекреационные нагрузки, любительское рыболовство, браконьерство в акватории Софиевского водохранилища, степные и лесные пожары — все это обедняет фауну, но она в РЛП сохранилась значительно лучше, чем в прилегающих агроландшафтах.
Здесь встречаются редкие и исчезающие виды животных, находящиеся под охраной. Это поликсена (Zerynthia polyxena), махаон (Papilio machaon), сколия гигантская (Scolia maculata), пчела — плотник обыкновенная (Xylocopa valga), подалирий (Iphiclides podalirius), желтобрюх (Coluber jugularis), курганник (Buteo rufinus), степной хорек (Mustela eversmanii), выдра речная (Lutra lutra) и др.

## Объекты
Здесь расположен Свято-Михайловский храм Свято-Михайловского женского монастыря.